# Syrrhoites serrata
Syrrhoites serrata är en kräftdjursart som beskrevs av Sars 1879. Syrrhoites serrata ingår i släktet Syrrhoites och familjen Synopiidae. Inga underarter finns listade i Catalogue of Life.